# Richerzhagen
Richerzhagen ist ein Wohnplatz in der Gemeinde Kürten im Rheinisch-Bergischen Kreis.

## Lage und Beschreibung
Mit den Nachbardörfern Viersbach und Müllenberg liegt der Ort auf einer Halbinsel der Großen Dhünntalsperre. Er liegt westlich der Bundesstraße 506.
Sehenswert ist das Heiligenhäuschen am Abzweig der Straße nach Müllenberg und der nahe gelegene Aussichtspunkt „Hämmerich“ (292,2 m). Von hier aus sieht man bei gutem Wetter die gesamte Kölner Bucht, von der Eifel über die Ville bis nach Düsseldorf.

## Geschichte
Richerzhagen wurde erstmals im Jahr 1144 als Richezehagon urkundlich erwähnt. Der Ortsname gehört zu den Hag, Hagen-Namenstypus, hier mit dem Personennamen Richezo als Bestimmungswort.
Die Topographia Ducatus Montani des Erich Philipp Ploennies aus dem Jahre 1715, Blatt Amt Steinbach, belegt, dass der Ort bereits 1715 als Ort mit mehreren Höfen bestand und als Richertshag bezeichnet wurde. Aus der Charte des Herzogthums Berg 1789 von Carl Friedrich von Wiebeking geht hervor, dass Richerzhagen zu dieser Zeit Teil der Honschaft Bechen im gleichnamigen Kirchspiel im Landgericht Kürten war. Er benennt den Ort als Richertshagen.
Unter der französischen Verwaltung zwischen 1806 und 1813 wurde das Amt Steinbach aufgelöst und Richerzhagen wurde politisch der Mairie Kürten im Kanton Wipperfürth  im Arrondissement Elberfeld zugeordnet. 1816 wandelten die Preußen die Mairie zur Bürgermeisterei Kürten im Kreis Wipperfürth.
Richerzhagen gehörte zu dieser Zeit zur Gemeinde Bechen.
Der Ort ist auf der Topographischen Aufnahme der Rheinlande von 1824 als Richersen und auf der Preußischen Uraufnahme von 1840 als Richtershagen verzeichnet.
Ab der Preußischen Neuaufnahme von 1892 ist er auf Messtischblättern regelmäßig als Richerzhagen verzeichnet.
1822 lebten 65 Menschen im als Hof kategorisierten und Richerzhagen bezeichneten Ort.
1830 wurde der Ort mit Richertshagen bezeichnet.
Der 1845 laut der Uebersicht des Regierungs-Bezirks Cöln als Weiler kategorisierte Ort besaß zu dieser Zeit zehn Wohnhäuser. Zu dieser Zeit lebten 71 Einwohner in Richarzhagen, dem einschließlich der zu diesem Ortschaft gehörenden Knochenstampfe „Hohmühle“ (heute Hohemühle) genannten Ort, davon alle katholischen Bekenntnisses.
Die Gemeinde- und Gutbezirksstatistik der Rheinprovinz führt Richerzhagen 1871 mit 13 Wohnhäusern und 81 Einwohnern auf.
Im Gemeindelexikon für die Provinz Rheinland von 1888 werden 14 Wohnhäuser mit 78 Einwohnern angegeben.
1895 hatte der Ort 14 Wohnhäuser und 85 Einwohner.
1905 besaß der Ort zehn Wohnhäuser und 77 Einwohner und gehörte konfessionell zum katholischen Kirchspiel Bechen.
1927 wurden die Bürgermeisterei Kürten in das Amt Kürten überführt. In der Weimarer Republik wurden 1929 die Ämter Kürten mit den Gemeinden Kürten und Bechen und Olpe mit den Gemeinden Olpe und Wipperfeld zum Amt Kürten zusammengelegt. Der Kreis Wipperfürth ging am 1. Oktober 1932 in den Rheinisch-Bergischen Kreis mit Sitz in Bergisch Gladbach auf.
1975 entstand aufgrund des Köln-Gesetzes die heutige Gemeinde Kürten, zu der neben den Ämtern Kürten, Bechen und Olpe ein Teilgebiet der Stadt Bensberg mit Dürscheid und den umliegenden Gebieten kam.